# Хива
Хива је град у Узбекистану. Бивша је престоница Харезма и Хивског каната. Име града потиче од назива за Хорезм.

## Историја
У раном делу историје ту се говорио један источноирански језик. Према археолошким налазима град постоји од 6. века. Муслимански путописци први пут пишу о Хиви у 10. веку. Хива није одмах постала главни град Хорезмије. Велика река Аму Дарја је 1598. променила свој ток, па је претходна престолница Гургенч напуштена, а Хива је постала главни град. До почетка 17. века Хива је постала главни град Хивског каната. Руски генерал фон Кауфман је 1873. напао и заузео град. Иако је Русија контролисала Хивски канат, допустила је да Хива остане полунезависни протекторат. Након Октобарске револуције створена је краткоживућа Хорезумска Народна Совјетска Република до 1924. када Хива постаје део Узбечке ССР.

## Знаменитости
Хива је подељена на два дела. Спољни град познат под називом Дишан Кала био је заштићен зидом са 11 врата. Унутрашњи град (Ичан Кала) је окружен зидовима од цигле, за чије се темеље верује да су из 10. века. Садашњи зидови су из 17. века и имају висину до 10 m. Стари град садржи више од 50 историјских споменика и 250 старих кућа из 18. и 19. века. Ичан Кала у Хиви налази се на УНЕСКОвој листи светске баштине.

## Становништво
| 2005.  |
| ------ |
| 55.568 |